# Rîbakivka, Berezanka
Rîbakivka (în ucraineană Рибаківка) este un sat în comuna Kobleve din raionul Mîkolaiiv, regiunea Mîkolaiiv, Ucraina.

## Demografie
Componența lingvistică a localității Rîbakivka
     Ucraineană (85,49%)
     Rusă (11,28%)
     Română (1,1%)
     Alte limbi (0,49%)
Conform recensământului din 2001, majoritatea populației localității Rîbakivka era vorbitoare de ucraineană (85,49%), existând în minoritate și vorbitori de rusă (11,28%), armeană (1,34%) și română (1,1%).